# Bilning (träbearbetning)

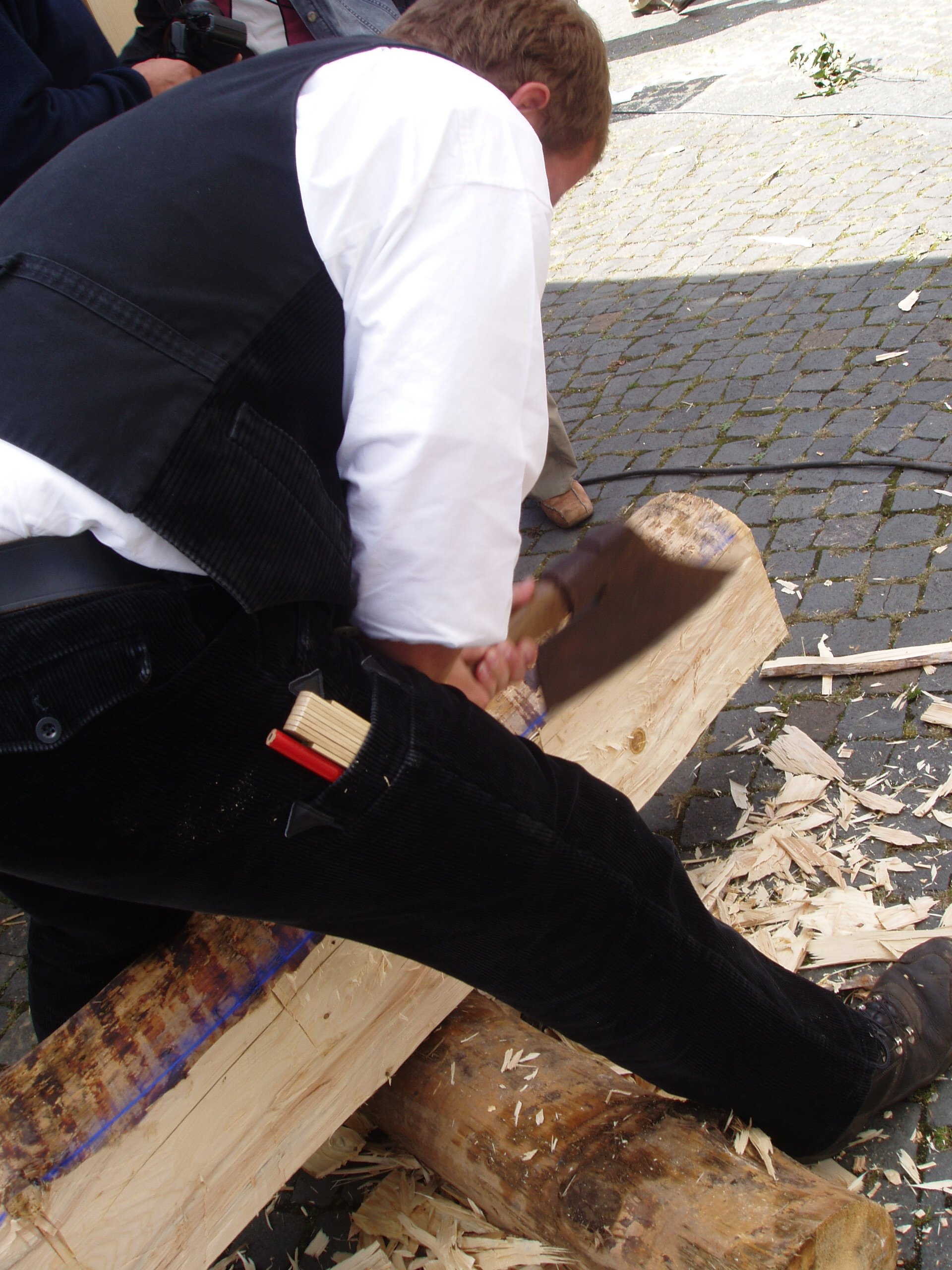
En tysk snickare (Zimmerer) som hugger en stock till en bjälke. Notera det blå kritstrecket på stocken som snickaren följer.

Bilning inom träbearbetning syftar på att omvandla en stock från dess runda naturliga form till timmer med så gott som platta ytor genom att främst använda en yxa. Det är en antik metod som utnyttjades innan industriella sågverk fanns för att göra balkar till korsvirke. Idag används bilning för samma syfte om någon har stockar och behöver balkar och inte kan eller vill betala för färdigt timmer. Exempelvis homesteaders med en liten budget kan hugga sitt eget timmer istället för att köpa det.